# Clinojimthompsonite
La clinojimthompsonite è un minerale.